# Pemmation townsendi
Pemmation townsendi är en insektsart som först beskrevs av Knight 1973.  Pemmation townsendi ingår i släktet Pemmation och familjen Myerslopiidae. Inga underarter finns listade i Catalogue of Life.